# Přízraky (Ibsen)

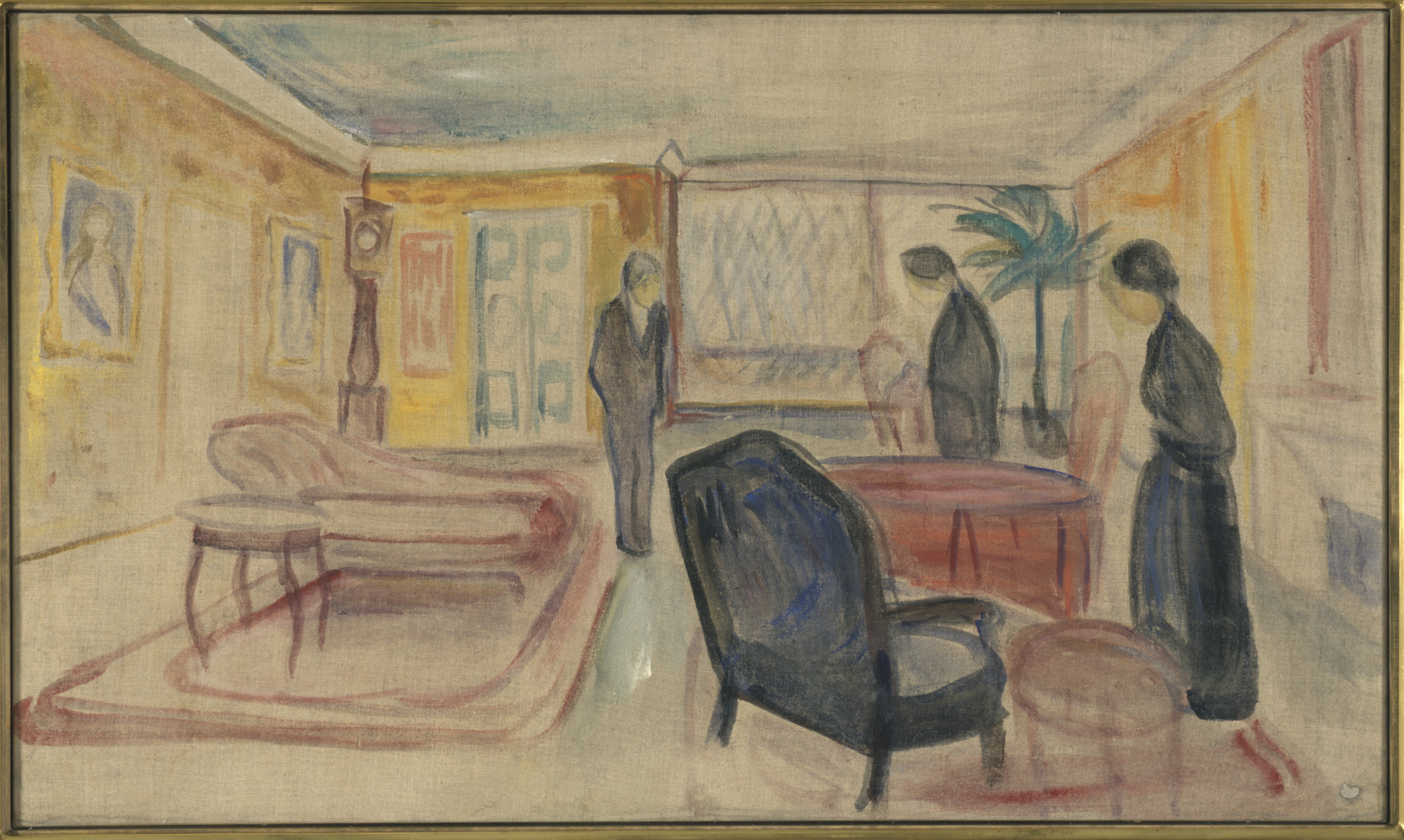
Munchův návrh scény k inscenaci Přízraků

Přízraky (originální název Gengangere, česky také Strašidla) je divadelní hra světově proslulého norského autora Henrika Ibsena z roku 1881.

## O autorovi
Přízraky (česky také Příšery nebo Strašidla) napsal Ibsen roku 1881, za svého pobytu v Římě. Tiskem hra vyšla ještě v témže roce a to v nákladu deseti tisíc kusů v Kodani. Druhé vydání vyšlo v roce 1894. Hra byla skandinávskými divadly odmítnuta, a tak byla poprvé uvedena v Chicagu v Aurora Turner Hall, roku 1882, což bylo zároveň i první uvedení Ibsena a jeho dramatického díla na americkém kontinentu (inscenováno skandinávskými imigranty). První uvedení v Evropě se konalo o rok později v Hälsingborgu, roku 1883, v provedení švédské divadelní společnosti Augusta Lindberga.  

## Děj

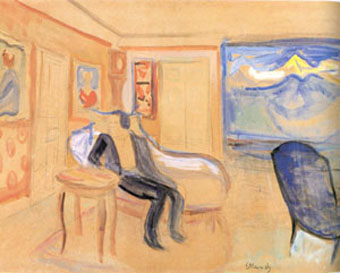
Osvald Alving v křesle, Edvard Munch

Je den před desátým výročím úmrtí kapitána a komořího Alvinga. Druhého dne se chystá slavnostní otevření Dětského domova kapitána Alvinga, jehož zakladatelkou je vdova Alvingová. Ta je o to šťastnější, protože se jí po letech vrací z ciziny syn Osvald. Na večeři přijde také rodinný přítel pastor Manders, který vše okolo domova formálně zařizuje a pomáhá paní Alvingové. Ještě před večeří se začnou otevírat staré rány. Všichni okolo paní Alvingové se celou dobu domnívali, že komoří Alving byl řádný manžel, který žil spořádaným životem i přes své bujné mládí. Paní Alvingová se pastoru Mandersovi svěří s manželovou zhýralou minulostí a na důkaz odhalí původ své schovanky Reginy. Regina je oficiálně dcerou truhláře Engstranda, ten ale ví, že Regina je nemanželskou dcerou kapitána Alvinga. Osvald a Regina v sobě nacházejí zalíbení, což paní Alvingovou přinutí zbavit Osvalda ideálů o otci, které v něm sama dopisy živila. Šokovaná Regina odchází „využít svého mládí“ bez ohledu na možné důsledky. Osvald se matce svěří, že je těžce nemocný a pro všechny případy má morfium. Hra končí Osvaldovým záchvatem, po kterém se z něj stane apatická troska, „živá mrtvola“. Jeho matka se odhodlává pomoci Osvaldovi zemřít. 
Motiv Přízraků se týká především postavy paní Alvingové, která je vidí všude kolem sebe v živých i neživých a dokonce i nehmotných věcech. Vnímá Přízraky jako lži, popírání a skrývání pravdy, neupřímnost, povrchnost, strach, konvence maloměšťáctví. Je jí nevolno ze společnosti, ve které žije a která žije v pokrytectví a přetvářce. Tak jako v jiných Ibsenových dramatech, například v Domečeku pro panenky, se zde objevuje motiv nakažení, nebo přenesení viny a prohřešků rodičů na děti. Přízraky jsou autorovou nejnaturalističtější hrou, a to jak z důvodů otevřeného líčení temných stránek života měšťanské společnosti, tak z hlediska důrazu na důsledky dědičnosti. Přízraky jsou tragédií ženy, která se řídila pravidly měšťácké morálky. Paní Alvingová se z „povinnosti“ vdala za zhýralce, který později zemřel na syfilidu. Když od něho kdysi chtěla utéci, na radu přítele, pastora a falešného moralisty, který odmítl její lásku, se k manželovi z „povinnosti“ opět vrátila. Postupně tak byla nucena přistoupit na dlouhou řadu lží, z kterých se skládá celý její život. K dovršení svého zoufalství stojí v závěru hry před rozhodnutím, zda synovi, jenž byl jejím jediným štěstím a nyní umírá na syfilidu zděděnou po otci, podat smrtelnou dávku morfia, a zbavit ho tak utrpení. Tragédie paní Alvingové je tak hrůzným obrazem možných následků opačného kroku než toho, který na konci Domečku pro panenky učiní Nora, následků rezignace na vlastní štěstí v zájmu manželské „povinnosti“. 

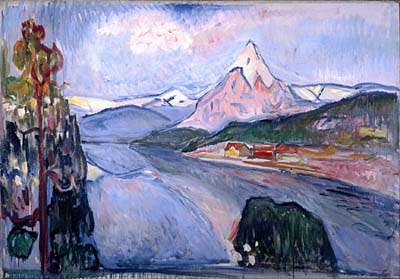
Skica zadního prospektu k poslednímu výstupu třetího jednání, Edvard Munch

## České překlady
První český překlad zhotovil Alois Lucek roku 1891 pod názvem Příšery. V roce 1955 pak vyšel další překlad od Dagmar Chvojkové-Pallasové. Zatím poslední překlad je od Františka Fröhlicha z roku 1986. 

## Česká uvedení
1. Švandovo divadlo, 1900 – Příšery
2. Národní divadlo Brno, premiéra 2. listopadu 1906, režie:
3. Národní divadlo, premiéra 7. ledna 1909, režie: Jaroslav Kvapil
4. Divadlo v Jičíně, premiéra 6. března 1909, režie: Karel Hostaš
5. Národní divadlo Brno, premiéra 14. června 1916, režie:
6. Národní divadlo, premiéra 14. února 1918, režie: Jaroslav Kvapil, Vojta Novák
7. Nové divadlo v Kolíně, premiéra 10. února 1943, režie: Karel Šálek
8. České divadlo v Olomouci, premiéra 2. února 1943, režie: Karel Svoboda
9. Krajské oblastní divadlo v Olomouci, premiéra 15. října 1955, režie: Miroslav Janeček
10. Divadelní studio JAMU v Brně, premiéra: 21. března 1956, režie: Antonín Kurš
11. Městské oblastní divadlo Varnsdorf, premiéra: 25. dubna 1959, režie: Jaroslav Horan j.h.
12. Městské oblastní divadlo v Mladé Boleslavi, premiéra: 22. června 1962, režie: Miloš Matiášek
13. Divadlo S. K. Neumanna, premiéra: 15. listopadu 1988, režie: Jan Nebeský
14. Československá televize Praha, premiéra: 2. dubna 1990, režie: Jan Nebeský, Jiří Věrčák
15. Divadlo v Řeznické, premiéra: 17. dubna 1990, režie: Jan Nebeský
16. Činoherní klub, premiéra: 30. března 1992, režie: Jan Nebeský
17. Těšínské divadlo (Scena Polska), premiéra: 1. dubna 2000, režie: Zbigniew Najmola [2]
18. Komorní scéna Aréna, premiéra: 22. března 2014, režie: Peter Gábor
19. Městské divadlo Kladno, premiéra: 22. března 2014, režie: Jan Frič[4]
20. Dejvické divadlo, Praha, premiéra: 15. dubna 2019[5]
21. JEDL, Gabriel Loci Praha, premiéra: 15. dubna 2022, režie: Jan Nebeský